# A Box of Dreams
A Box of Dreams – kolekcjonerskie wydanie w formie boxa albumu Paint the Sky with Stars, irlandzkiej piosenkarki i kompozytorki Enyi. Wydawnictwo ukazało się w limitowanym nakładzie, zawierało 3 tematyczne CD (Oceans, Clouds, Stars) oraz bogato ilustrowaną książeczkę.